# 卡尔萨多
卡尔萨多是巴西伯南布哥州的一个市镇。总面积114平方公里，总人口11854人，人口密度104人/平方公里。